# Campionati europei di 470 1982
I Campionati europei di 470 1982 si sono svolti a Balatonfüred, in Ungheria, dal 27 agosto al 6 settembre 1982.

## Podi
| Evento   | Oro                                          | Argento                                    | Bronzo                              |
| 470 Open | Germania Est Jurgen Brietzke Ekkehard Schulz | Israele Shimshon Brokman Eitan Friedlander | Francia Thierry Peponnet Luc Pillot |

## Medagliere
| Posiz. | Nazione      | Oro | Argento | Bronzo | Totale |
| ------ | ------------ | --- | ------- | ------ | ------ |
| 1      | Germania Est | 1   | 0       | 0      | 1      |
| 2      | Israele      | 0   | 1       | 0      | 1      |
| 3      | Francia      | 0   | 0       | 1      | 1      |
| Totale | Totale       | 1   | 1       | 1      | 3      |